# Kultura Chinchorro

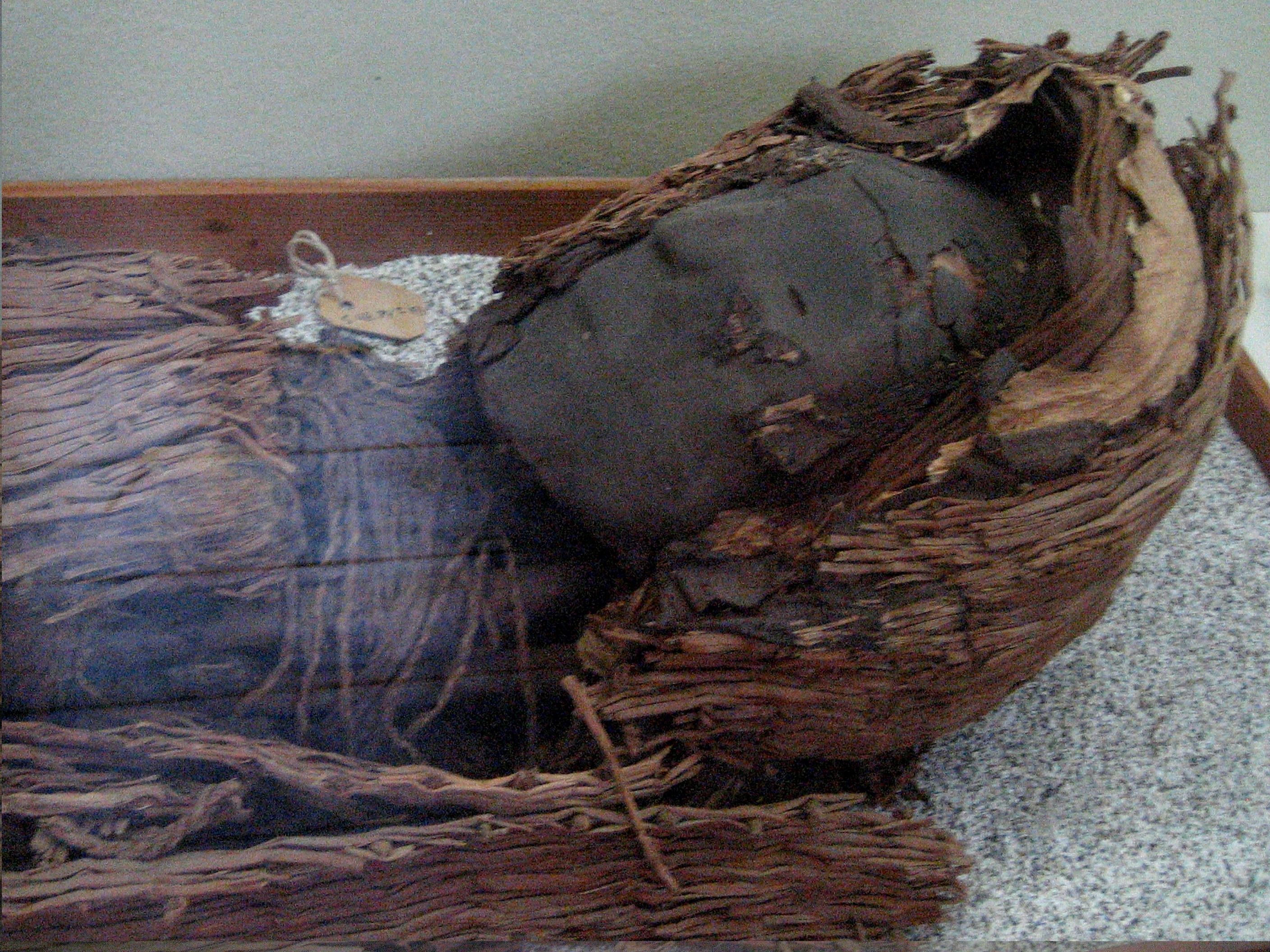
Mumia kultury Chinchorro

Kultura Chinchorro – określenie nomadycznej kultury rozwijającej się w okresie od 7000 p.n.e. do 1500 r. p.n.e. na południu Peru i północny Chile. Ludy tworzące kulturę Chinchorro wędrowały wzdłuż wybrzeża Pacyfiku i po obrzeżach pustyni Atakama. Elementem charakterystycznym są rytuały pogrzebowe, obejmujące mumifikację polegającą na zdjęciu i zabalsamowaniu skóry, którą po usunięciu tkanek miękkich wypełniano szkieletem oraz suchymi roślinami, patykami i gliną. Na głowę mumii zakładano perukę z ludzkich lub zwierzęcych włosów, zaś na twarzy umieszczano glinianą maskę.
Gotową mumię zabezpieczano pastą konserwującą. W zależności od rodzaju (koloru) pasty wyróżnia się trzy etapy rozwoju kultury Chinchorro: czarny (5400–2500 p.n.e.), czerwony (2500–2000 p.n.e.) i brązowy (2000–1300 p.n.e.).
Kulturze tej przypisano nazwę plaży, na której Max Uhle odnalazł pierwsze cmentarzysko tej społeczności.